# Teramo Castelli

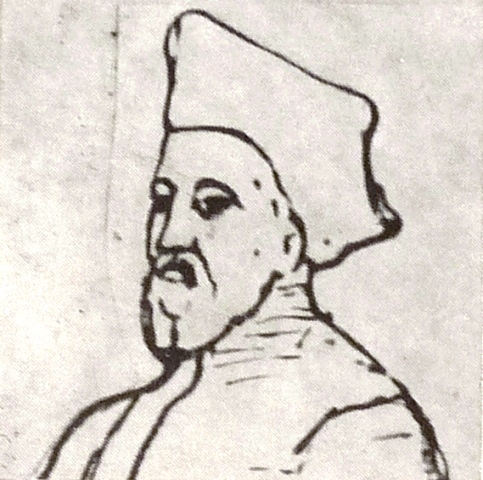
Selbstporträt

Teramo Castelli, Ordensname Christoforo, (* 1597 in Genua; † 3. Oktober 1659) war ein italienischer Missionar der Theatiner in Georgien.

## Leben
Castelli stammte aus adliger Familie und studierte in Palermo. Er wollte Missionar werden und trat den Theatinern bei, als er erfuhr, dass diese 1631 eine Mission nach Georgien planten, wo er im folgenden Jahr ankam. Zuerst war er in Gori im Königreich Kartlien, wo Teimuraz I. herrschte. Georgien gehört zu einer eigenständigen orthodoxen Kirche (dessen Klerus aber korrupt war und wenig Ansehen in der Bevölkerung genoss), die Mission sollte aber auch Kontakte knüpfen, zumal der König Teimuraz I. schon zuvor Kontakte zum Papst und nach Spanien geknüpft hatte, um Verbündete gegen die Perser und Türken zu haben, die sich um das Land stritten (dabei hatte er auch Unterwerfung unter die katholische Kirche angeboten). 1634 bis 1639 (als sie nach einem Herrscherwechsel unerwünscht waren) hatten sie eine Mission mit Kolleg in Osurgeti in Gurien im Westen Georgiens, danach in Mingrelien bei der Stadt Cippurias. Sie waren auch 1644 bis 1646 auf Einladung des Königs Alexander III in Imeretien, was aber der dortige orthodoxe Patriarch ungern sah und sich Unterstützung vom Patriarchen in Konstantinopel holte, um die Mission zu beenden. Bei der Bevölkerung waren sie populär, von den orthodoxen Geistlichen aber meist angefeindet. Als Missionare setzten sie sich gegen die verbreitete Tötung von Kindern ein und die Unsitte, Diener und Verwandte an die Türken als Sklaven zu verkaufen.
Er zeichnete sich in seiner Missionstätigkeit auch als Maler und Mediziner aus. Er soll auch Werke (theologische Meditationen) in Georgisch verfasst haben.
Umfangreiche Manuskripte von ihm mit Reisebeschreibungen (er bereiste fast ganz Georgien) und über tausend Skizzen aus Georgien sind in der Stadtbibliothek von Palermo. Unter den Skizzen sind solche vom Leben des Volkes, aber auch von Herrschern und bedeutenden Persönlichkeiten (wie Giorgi Saakadse, Alexander III. von Imeretien und Teimuraz I.).

## Zeichnungen von Castelli

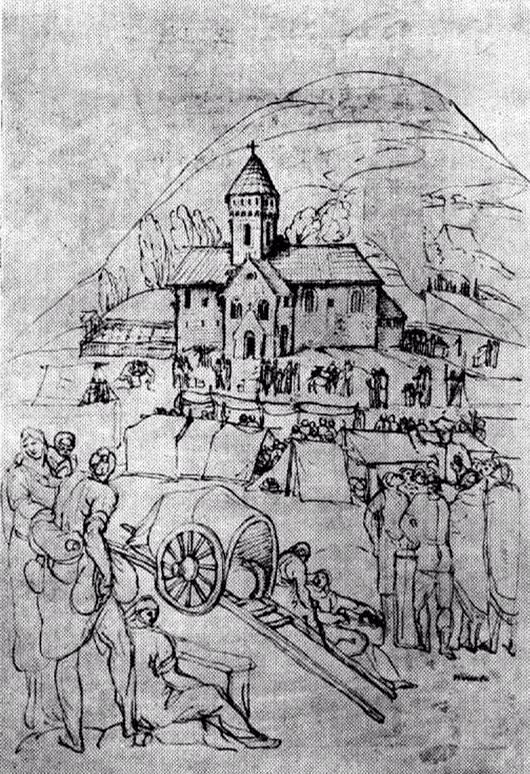
Marktplatz mit Kirche
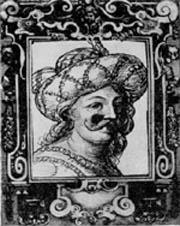
Alexander III. von Imeretien
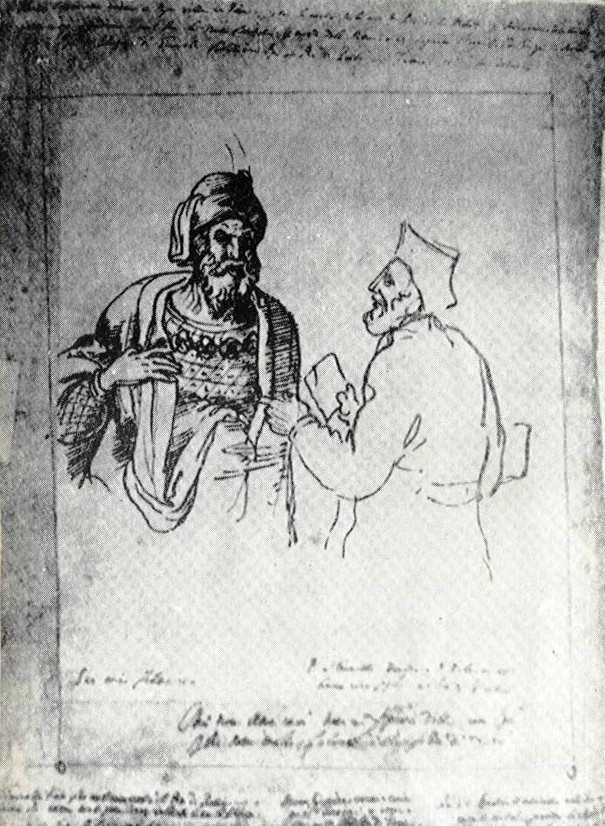
Castelli mit Teimuraz I.
Teimuraz I. mit Ehefrau
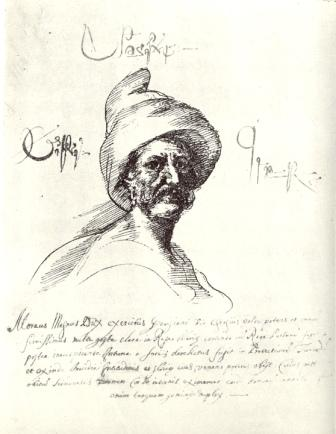
Giorgi Saakadse
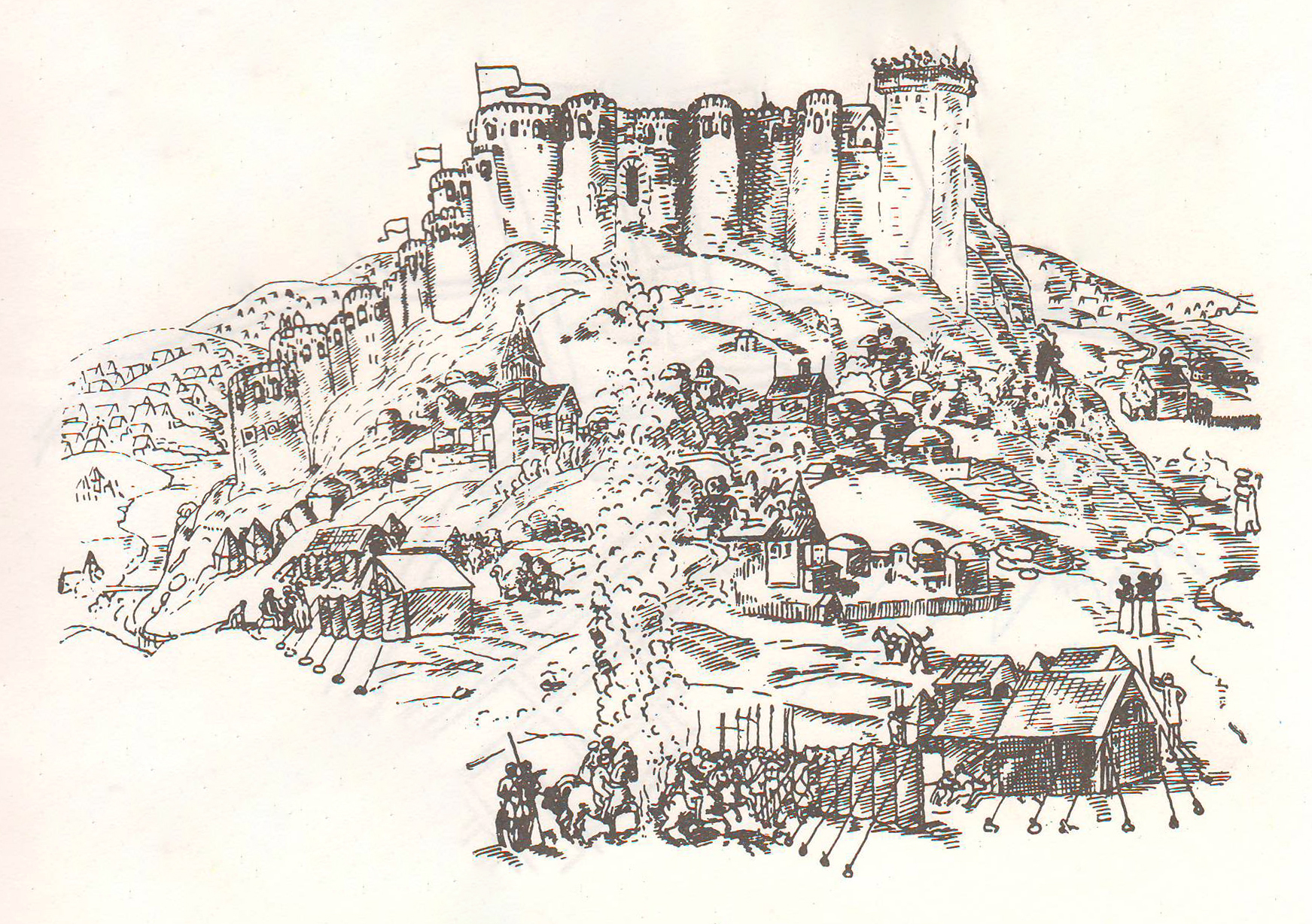
Festung Gori um 1642
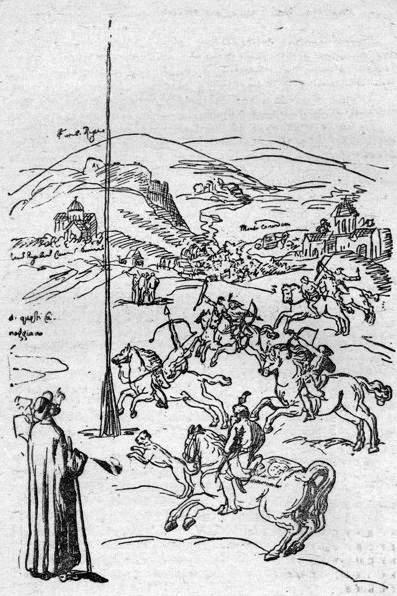
Georgische Kriegsübungen
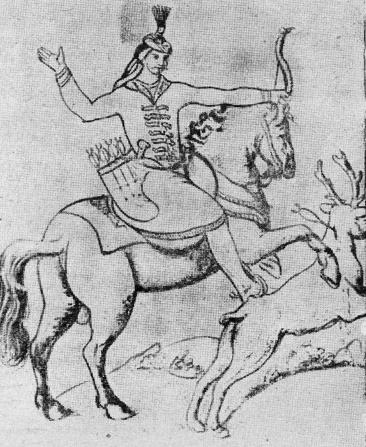
Georgischer Fürst auf der Jagd
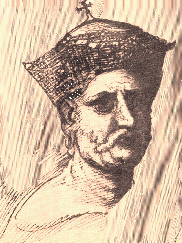
Georgi X. von Kartlien
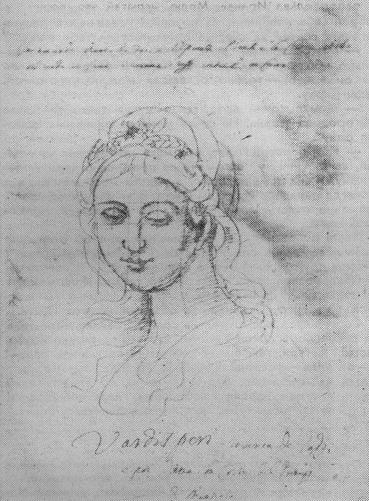
Georgisches Dienstmädchen
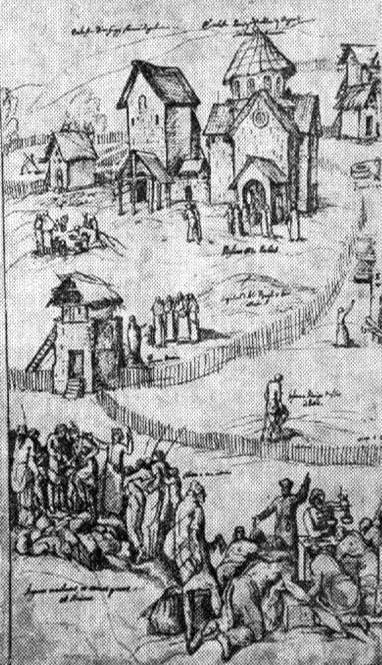
Missionsarbeit in Samegrelo